# 广东广州豹足球俱乐部
广东广州豹足球俱乐部（英語：Guangdong GZ-Power Football Club），是中国广州的一个足球俱乐部，中國足球甲級聯賽参赛球队之一。球队主场为越秀山体育场。曾用名广州影豹，“影豹”一词取自于广汽传祺的同名车型；升入中乙后因中性名政策改名。
球队现任主教练是黎兵。

## 队史
广东广州豹注册成立于2023年3月23日，投资方由广汽集团领衔的7大国企股东组成，分别是广州汽车工业集团有限公司(19%)、广州港集团有限公司(15%)、广州医药集团旗下的广州白云山文化产业有限公司(15%)、广州越秀集团旗下的广州百越信有限公司(15%)、广州市建筑集团有限公司(12%)、广州万力集团有限公司(12%)、广州科技金融集团有限公司(12%)。
2023年4月13日，球队获2023年中冠联赛参赛资格，5月20日在广州天河体育中心体育场举行成立仪式。在2023赛季中冠联赛中，球队在第一阶段的广州/佛山赛区大区赛以第一名的成绩进入总决赛，并最终获得第五名的成绩，拥有递补升级下赛季中乙联赛的资格。
2024年2月6日，球队递补准入通过，因多家俱乐部解散而递补参加2024年中乙。赛季开始前更名为广东广州豹。并且在该赛季夺得中乙联赛冠军，以争冠组第一名征战2025年中甲。
冲甲成功后，俱乐部与主教练黎兵完成续约，并引进若昂·卡洛斯、 法利·维埃拉·罗萨、麦孔·维尼修斯·费雷拉·达克鲁斯（尼康）三名巴西外援。俱乐部主场由黄埔体育场迁至越秀山体育场，唯因配合十五运会赛事，联赛和足协杯各有一场主场比赛须移师花都体育场进行。